# Idiocera theowaldi
Idiocera theowaldi là một loài ruồi trong họ Limoniidae. Chúng phân bố ở miền Cổ bắc.